# Roger Saint-Vil
Roger Saint-Vil (Port-au-Prince, 8 décembre 1947 - New York, 7 juin 2020) est un joueur de football international haïtien, qui évoluait au poste d'attaquant.
Son frère aîné, Guy, était également footballeur.

## Biographie

### Carrière en équipe nationale
Roger Saint-Vil a l'occasion de porter le maillot d'Haïti à dix reprises (deux buts inscrits), entre 1969 et 1976. 
Il figure dans le groupe des sélectionnés lors de la Coupe du monde de 1974 en Allemagne de l'Ouest où il ne joue qu'une seule rencontre (contre la Pologne) sur les trois disputées par son pays.
Buts en sélection
| Buts en sélection de Roger Saint-Vil | Buts en sélection de Roger Saint-Vil | Buts en sélection de Roger Saint-Vil       | Buts en sélection de Roger Saint-Vil | Buts en sélection de Roger Saint-Vil | Buts en sélection de Roger Saint-Vil | Buts en sélection de Roger Saint-Vil |
|                                      | Date                                 | Lieu                                       | Adversaire                           | Score                                | Résultat                             | Compétition                          |
| ------------------------------------ | ------------------------------------ | ------------------------------------------ | ------------------------------------ | ------------------------------------ | ------------------------------------ | ------------------------------------ |
| 1.                                   | 4 décembre 1973                      | Stade Sylvio-Cator, Port-au-Prince (Haïti) | Trinité-et-Tobago                    | 2-1                                  | 2-1                                  | QCM 1974                             |
| 2.                                   | 7 décembre 1973                      | Stade Sylvio-Cator, Port-au-Prince (Haïti) | Honduras                             | 1-0                                  | 1-0                                  | QCM 1974                             |

### Décès
Installé aux États-Unis, Roger Saint-Vil meurt à New York, le 7 juin 2020.